# إيستون (ماساتشوستس)
إيستون (بالإنجليزية: Easton, Massachusetts)‏ هي بلدة أمريكية تقع في الولايات المتحدة في مقاطعة بريستول (ماساشوستس). يقدر عدد سكانها بـ 25,710 نسمة ومساحتها 75.5 كم2 وترتفع عن سطح البحر 34 متر.

## أعلام
- وينثروب أميس
- أوكس أميس
- برينان وليامز
- جيم كرايغ
- كرايغ شارون